# داميان جيبسون
داميان جيبسون (بالإنجليزية: Damian Gibson)‏ هو لاعب دوري الرغبي أسترالي، ولد في 14 مايو 1975 في أستراليا.